# 安部裕葵
安部裕葵（1999年1月28日—），日本足球運動員，司職前鋒，現效力日職球會浦和紅鑽，曾經是日本國家足球隊成員。

## 俱樂部生涯

### 高中時代
安部裕葵在初中时代离开东京，前去报读位于广岛县的濑户内高等学校，初中的时候进入到本田圭佑开设的业余球队S.T.FOOTBALL CLUB。
2015年第70届国民体育大会少年男子足球比赛，安部因个人实力优秀被选为广岛县代表，并且是唯一一个高中二年级生(其他选手都是高中一年级，安部担任广岛县队长)。 
2016年在广岛县举行的全国高等学校综合体育大会，已经是高三的安部作为球队领袖带领学校突破预选以广岛县第二的身份参加全国大赛。四场比赛安部共打入3球帮助球队挺进8强，可惜在四分之一决赛输给了最终的冠军千叶县市立船桥高校。安部在这届大会被选为优秀选手(前锋)。
2016年9月23日，鹿岛鹿角官方宣布安部裕葵已经内定加入球队，球员高中毕业后就会马上与球队签约，这时安部裕葵只有17岁。

### 鹿島鹿角
2017年18岁的安部裕葵正式加入鹿岛鹿角。其他像他一样岁数的年轻球员多数都在梯队比赛， 而安部已经在当年日职联赛的第5轮首次亮相，第8轮更是获得先发。6月21日天皇杯第2轮，面对爱知县代表岡崎丸安，安部打入了职业生涯首球，本场比赛更是以2球1助攻的完美表现征服了鹿岛鹿角的球迷，帮助球队5-0大胜对手。
2017年夏天，18岁的安部裕葵参加“日职联赛世界挑战赛”。作为新秀的安部裕葵在对阵塞维利亚的比赛中替补登场，他在比赛中连过三人为铃木优磨送出助攻。正是这一次，令安部裕葵得到了国外球队的广泛关注。
联赛第19轮，安部也终于迎来了联赛首球。最终安部交出了一份近乎完美的答卷：联赛出场13次打入1球，联赛杯出场1次打入1球，天皇杯出场2次打入2球，整个赛季16场比赛4个进球。年仅18岁的安部能在国手如云的鹿岛鹿角在十分有限的时间里拿到如此成绩实属不易。
2018年安部继续出色的表现，22次联赛出场收获2粒进球，并且获得了当年日职联赛的最佳年轻球员奖(ベストヤングプレーヤー賞) 。安部还跟随鹿岛鹿角夺得了2018年亚冠联赛冠军，在四分之一决赛面对天津权健，安部在次回合还攻入一球，完成了洲际大赛零的突破。鹿岛鹿角在2018年12月以亚冠冠军的身份参加2018年世俱杯，安部也获得了亮相的机会。世俱杯首战中北美冠军墨西哥球队瓜达拉哈拉，安部第84分钟在禁区左角45度打入一粒精彩进球，更是被意大利媒体称为“皮耶罗式进球”，帮助球队3-2战胜对手。
世俱杯第二场对阵欧冠冠军皇家马德里，面对莫德里奇、克罗斯这样的世界顶级中场组合，安部沉着应对，表现可圈可点，给很多人留下了深刻印象。
2019年初始，随着球队主力金崎梦生转投他队，安部迎来了在鹿岛鹿角的一次大变革，球衣号码从30号变成了10号。10号的历代球员中，本山雅志、柴崎岳、金崎梦生都是鹿岛鹿角乃至日本足坛的佼佼者，接过这个号码也意味着安部在鹿岛鹿角的地位越发重要，这时安部裕葵只有20岁。

### 巴塞隆納
2019年7月12日，鹿岛鹿角官方宣布，20岁的安部裕葵加盟西甲豪门巴塞隆纳。日本媒体称转会费在200万欧元左右，也订明违约转会金额为4000万欧元，若升入一队，违约金则大幅提升至1亿欧元。
安部裕葵将从巴塞隆纳B队开启他的留洋征程，出战西乙B联赛。巴塞隆纳将于7月20日至7月27日造访日本，不排除他随队参加的可能性。
西乙B第2轮巴塞隆纳B队2-2塔拉戈纳体操，安部裕葵首发打满全场。
在11月14日进行的巴塞隆纳客场对阵卡塔赫纳的友谊赛中，安部裕葵替补出场完成了巴塞隆纳一线队的首秀。
巴塞隆纳小将安部裕葵也收获了自己的巴塞隆纳生涯首球。在巴塞隆纳B队3-3战平科尔内利亚的比赛中，安部裕葵帮助球队打进一球。
巴塞隆纳B队2-1击败西班牙人B队，日本球员安部裕葵在时隔一个多月后伤愈复出，但是仅仅2分钟就受伤下场。巴萨官方的诊断结果是右腿股二头肌受伤，与此前的受伤部位相同。《每日体育报》透露他会至少缺席8周时间，错过期间的6场比赛。

### 浦和紅鑽
自2019年7月加盟巴塞4年間，一直被傷患困擾與及缺乏一隊上陣機會，安部最終於2023年7月3日正式回流日職聯加盟浦和紅鑽。

## 國家隊生涯
尽管安部裕葵没能踢上U20世界杯，但由于日本U20主帅已经更换人选，影山雅永走马上任，安部还是很快入选了日本U19国家队。同年5月土伦杯开赛，这也成了安部的国家队梯队首秀。土伦杯小组赛三场比赛安部一次首发两次替补登场。日本队两平一负未尝胜绩小组未能出线(1-1古巴、1-1安哥拉、1-2英格兰)。
可惜的是安部裕葵在土伦杯表现平平，日本队的战绩也难言满意。影山监督认为安部刚成为职业球员不久，2018年的U19亚洲杯才是他发挥实力的时候。2017年11月开始的2018年U19亚洲杯预选赛，日本派出U18队伍参赛，安部也获得了机会随队出征。但是第一场面对蒙古的比赛，安部坐穿板凳没能获得哪怕1分钟上场时间，这场比赛日本7-0大胜蒙古。第二场比赛，日本在大雪中再次以7-0的比分赢得胜利，对手是新加坡。安部这场比赛在第72分钟替补出场，可惜上场之后的两个进球跟安部也没什么太大关系。最后一场比赛日本2-1泰国，安部在第61分钟替补出场，表现中规中矩。最终日本三战全胜获得了2018年U19亚洲杯正赛资格，安部因为上场时间较少鲜有表现机会，只能算是主要轮换，没能争下一个主力位置。
2018年10月在印尼举办的U19亚洲杯正式开赛，前四名可以获得2019年U20世界杯的资格。日本被分在了B组，同组的还有朝鲜、泰国和伊拉克。首场比赛日本5-2大胜朝鲜，安部在第76分钟替补登场，这次他没有浪费机会，在第93分钟打入一球，收获了自己在国家队梯队的第一粒进球。第二场比赛对阵泰国，安部获得首发机会，并且主导了两个进球。本场比赛过后日本媒体对于安部也是大加赞赏，攻城拔寨的角色也是渐入佳境。最终日本在半决赛输给沙特获得第四，拿到了U20世界杯的入场券。
安部的出色表现引起了日本国家队主教练森保一的注意。2019年美洲杯日本受邀参加，为了锻炼队伍为2022世界杯预选赛作准备，森保一的大名单选择了众多U23球员作为主力前往美洲，而安部也是第一次入选日本国家足球队。小组赛首场比赛对智利，安部在第66分钟替补登场，完成了国家队的初次亮相。尽管最后日本0-4不敌智利，但安部的表现仍然得到了认可。第二场对阵乌拉圭，安部完成了第一次国家队首发出场，前场控制力表现出色，帮助日本2-2逼平对手。第三场1-1战平厄瓜多尔，安部也获得了出场机会，美洲杯之行完美结束。
从整届美洲杯而言，安部裕葵踢足日本队所有的3场分组赛。由于森保一在国家队的阵容里，加入不少23岁以下的年轻球员，被认为是要考察日本新生代选手的实力，意味安部裕葵将有一定机会参与2020年在日本举行的2020年东京奥运的足球赛事。

## 團體獎項

### 鹿島鹿角
亞洲聯賽冠軍盃冠軍：2018年

## 個人獎項
日本職業足球聯賽最佳年輕球員：2018年

## 外部連結
- Profile at Kashima Antlers
- 安部裕葵在 National-Football-Teams.com 上的出场纪录
- 安部裕葵的Instagram帳戶